# Pennilabium proboscidcum
Pennilabium proboscidcum är en orkidéart som beskrevs av Aragula Sathyanarayana Rao och J. Joseph. Pennilabium proboscidcum ingår i släktet Pennilabium och familjen orkidéer. Inga underarter finns listade i Catalogue of Life.